# Muscle Shoals
Muscle Shoals település az USA Alabama államában, Colbert megyében. Lakosainak száma 16 275 fő (2020. április 1.).

## Története
A 18. század elején Muscle Shoals egy francia kereskedelmi állomás volt. 1783-ban hat észak-karolinai társaságot alapított azzal a céllal, hogy kolóniát hozzon létre Muscle Shoalsban.
Sok cseroki harcolt a lázadók ellen az amerikai függetlenségi háború vége felé, abban a reményben, hogy kiűzhetik őket területeikről. A háború befejezése után a cserokik hozzáállása az új amerikai köztársasághoz megosztott volt, mivel a telepesek egyre inkább betörtek a területükre. Az amerikai tisztviselők 1807-ben földvásárlással vették át az irányítást a régió felett az indián törzsektől.

## Népesség
A település népességének változása:

| 2010 | 13 146 |
| 2020 | 16 275 |